# Culex lopesi
Culex lopesi är en tvåvingeart som beskrevs av Sirivanakarn och Jakob 1979. Culex lopesi ingår i släktet Culex och familjen stickmyggor. Inga underarter finns listade i Catalogue of Life.